# Лазарян, Всеволод Арутюнович
Всеволод Арутюнович Лазарян (16 октября 1909, Орехов — 24 декабря 1978, Днепропетровск) — советский учёный-механик, специалист в области динамики подвижного состава железных дорог. Генерал-директор пути и строительства III ранга. Доктор технических наук (1940), профессор (1941). Академик Академии наук УССР (1972).

## Биография
Родился 16 октября 1909 года в Орехове в семье врача. После окончания в 1925 году Бердянской профтехшколы учился на отделении строительства железных дорог Екатеринославского политехникума путей сообщения, однако после третьего курса оставил его и поступил в горный институт (ДГИ), где учился в 1927—1931 годах на маркшейдерском факультете.
С 1930 года на преподавательской работе в ДИИТе и ДГИ. В 1932 году под руководством Александра Динника защитил кандидатскую диссертацию. В 1934—1968 годах возглавлял кафедру строительной механики ДИИТа. В 1940 году защищает докторскую диссертацию «К вопросу о динамических усилиях в упряжных приборах поезда». С 18 апреля 1941 года по 1958 год ректор Днепропетровского института инженеров транспорта. В ДИИТе преподавал до конца жизни. Был инициатором создания факультета вычислительной техники (первый приём студентов состоялся в 1962 году).
В годы Великой Отечественной войны ДИИТ во главе с Лазаряном был эвакуирован в Новосибирск, где институт продолжал работать и выполнять множество заказов для обороноспособности страны. После возвращения в Днепропетровск принимал активное участия не только в восстановлении местной железной дороги, но и всего города.
Одним из направлений деятельности Лазаряна стала организация работы отраслевой научно-исследовательской лаборатории динамики и прочности подвижного состава Министерства путей сообщения СССР при институте. Созданная в 1958 году лаборатория динамики и прочности со временем переросла в мощную научную организацию. Кроме того, одной из особенностей Лазаряна, как ученого, была способность предвидеть пути развития науки и техники. Именно он предложил учредить в ДИИТе первую в городе лабораторию вычислительных машин, на базе которой впоследствии был создан современный вычислительный центр.
В 1967 году Всеволод Арутюнович был избран членом-корреспондентом Академии наук УССР. Главной его задачей было сформирование Днепропетровского отделения Института механики СССР, руководителем которого Лазарян был до конца жизни. В 1969 году ему было присуждено звания заслуженного деятеля науки и техники УССР, а через два года получил Государственную премию УССР. В 1972 году Лазарян стал академиком Академии наук Украинской ССР, а в 1978 году ему была присуждена премия имени Александра Динника.
За время работы Всеволод Лазарян подготовил 20 докторов и более 100 кандидатов технических и физико-математических наук, стал автором более 300 опубликованных научных трудов, в том числе 7 монографий и 5 учебных пособий, получил 24 авторских свидетельства на изобретение.
Всеволод Арутюнович Лазарян скончался 24 декабря 1978 года. Похоронен на Запорожском кладбище в Днепропетровске.

## Государственные награды
- Орден Ленина
- 4 ордена Трудового Красного Знамени
- Орден «Знак Почёта»
- Государственная премия УССР (1971)
- Премия имени Александра Динника (1978)
- Заслуженный деятеля науки и техники УССР

## Память
В 1979 году Днепропетровским горкомом комсомола была учреждена премия имени академика В. А. Лазаряна.
С 2002 года его имя носит Днепропетровский национальный университет железнодорожного транспорта (бывший ДИИТ). Также его именем названа улица, на которой находится университет.

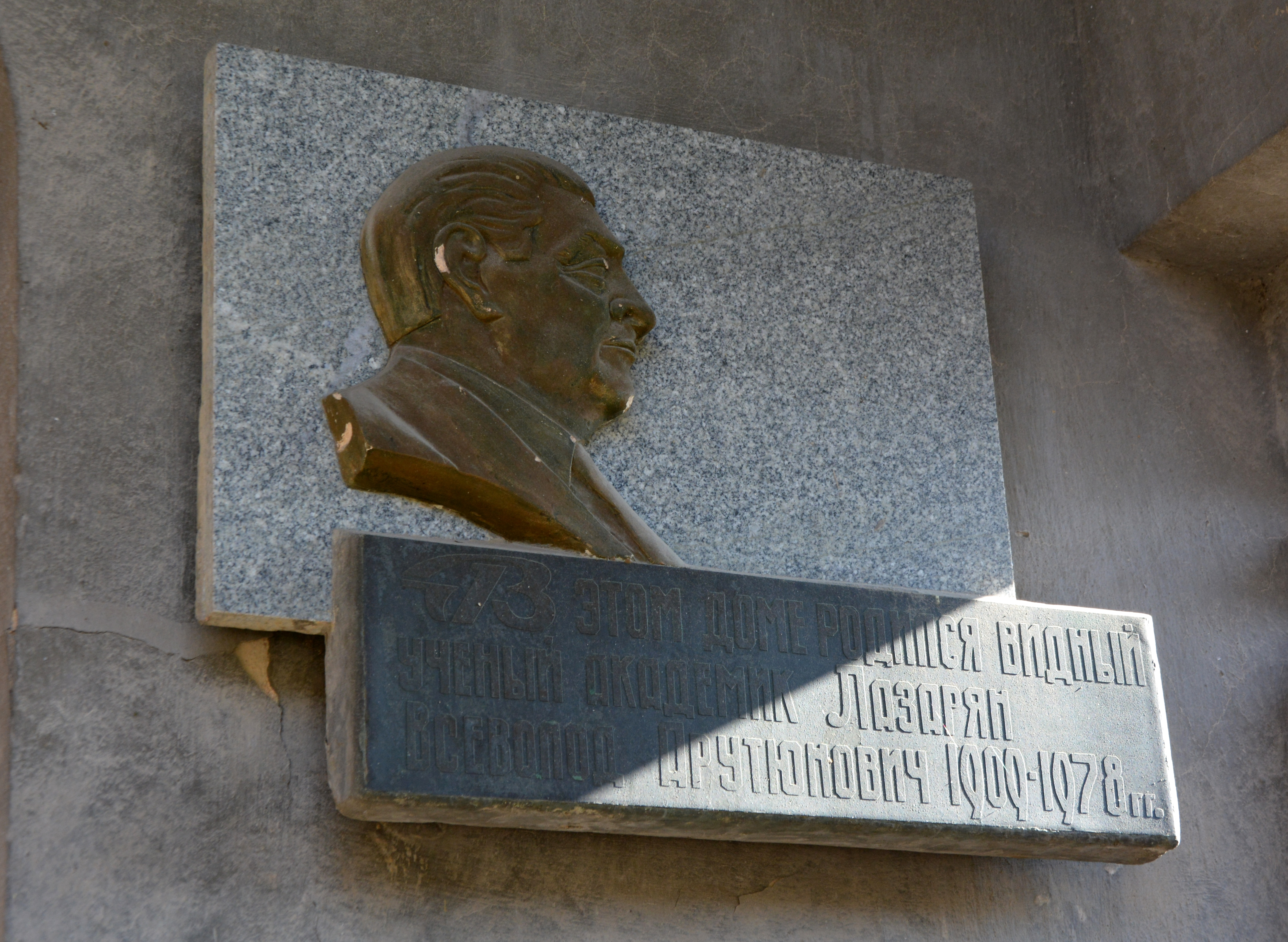
Мемориальная доска на доме в Орехове, где родился Всеволод Лазарян

В родном городе Лазаряна, Орехове, в его честь была установлена мемориальная доска.